# R50 SOUND GRAFFITI
『R50 SOUND GRAFFITI』（アールごじゅうサウンドグラフィティ）は、エフエム北海道（AIR-G'）にて放送中のラジオ番組。
パーソナリティーは一週おきに交代で務めるスタイルを取り、洋楽が油谷昭雄、邦楽がDJ KARASU。

## 概要
主に1960 - 70年代を彩った洋楽・邦楽を毎週一つのテーマに沿って紹介する番組。
洋楽・邦楽を週替わりで紹介している。
基本的に1週区切りであるが、時折2回に分けて取り上げる回もある。
2014年3月22日の放送にて、年度替わりとなる3月末をもって終了することが発表された。

## 放送時間
- 土曜日7:30 - 8:00（2010年9月4日 - 2014年3月29日）

## パーソナリティ
洋楽：油谷昭雄 邦楽：DJ KARASU (2010年9月4日 - 2014年3月22日[油谷]、3月29日[DJ KARASU]）